# علي المعماري
علي محمد سعيد المعماري (مواليد 17 أكتوبر 2004، لاعب كرة قدم إماراتي يجيد اللعب كمهاجم مع نادي الجزيرة في دوري الخليج العربي الإماراتي.